# معهد جنوب كاليفورنيا للعمارة
تم تأسيس معهد جنوب كاليفورنيا للعمارة على يد راي كاب وذلك في عام 1972. يعتبر توم ماين من أوائل الذين درسّوا بالمعهد، بينما يعتبر مايكل روتوندي من أوائل الذين تخرجوا منه. المعهد مؤسسة مستقلة تمنح درجة البكالريوس في العمارة وكذلك الدراسات العليا. في البداية كان مقر المعهد بسانتا مونيكا، بعدها تم نقلة إلى لوس أنجلوس في منطقة تقع ما بين، مارينا ديل راي، وسيتشستر، كلفر سيتي، وبالايا فيستا، وذلك في عام 1990، ثم تم نقلة مرة أخرى في عام 2000 إلى ما يعرف باسم مقاطعة الفنون (و التي عُرفت سابقاً باسم مقاطعة الألعاب) وذلك في شرق وسط المدينة بلوس أنجلوس.
يَشتهر سكآى-آرك بكونه واحد من المؤسسات التعليمية الأميريكية الرائدة في مجال الدراسات العليا المعمارية. تُركز الدراسة في المعهد على نوعية العمارة التجريبية والتي تهتم بالعمارة كمحرك أساسي للتجربة في مجالي الفنون والمجتمع. قديماً، عُرف المعهد باسم (المدرسة الجديدة) وذلك بناء على فكرة: مدرسة بلا أسوار، الجدير بالذكر أن المعهد أتخذ المقر الأول له: بناية مهجورة، كانت أحد المصانع فيما مضى.
في عام 1976، أعطت الهيئة القومية للصلاحيات المعمارية (NAAB)، سكآي-أرك صلاحيات بمنح درجتي البكالريوس والماجستير في العمارة، وفي نفس العام حصل مؤسس المعهد راي كاب، على جائزة الدور الريادي في التعليم، من مؤسسة المعماريين الأميريكيين بكاليفورنيا، وإيضاً حصل طلاب المعهد على جائزة فخرية لإبداعهم في تطوير المبنى القديم مقر المعهد. في عام 1980 حصل المعهد على صلاحيات كاملة كمؤسسة تعليمية مستقلة. حالياً، يأتي المعهد في المرتية الثانية عشر من ضمن احسن 20 مناهج للماجستير في العمارة، بالولايات المتحدة. يدرس بالمعهد الآن 500 طالب، بالأعوام المختلفة والمدير الحالى للمعهد هو المعماري الأميريكي الشهير: أريك أوين موس.

## وصلات خارجية
- موقع سكآي-آرك على وب
- مقابلة مع مدير المعهد السابق، نيل ديناري